# Araschnia obscura
Araschnia obscura är en fjärilsart som beskrevs av Fenton 1881. Araschnia obscura ingår i släktet Araschnia och familjen praktfjärilar. Inga underarter finns listade i Catalogue of Life.